# Parque nacional de Bafing
El parque nacional de Bafing (del francés: Parc National du Bafing) se encuentra en el sur del país africano de Malí. Se estableció el 1 de julio de 2000. Este sitio posee unos 5000 kilómetros cuadrados. El parque nacional de Bafing es la única área protegida de chimpancés en la zona de la meseta mandinga. Los bosques dominan la mayor parte del paisaje. Tanto Korofin como el parque nacional de Wango son de categoría UICN: II y forman parte de la biosfera Bafing.